# Cotoneaster turcomanicus
Cotoneaster turcomanicus är en rosväxtart som beskrevs av Antonina Ivanovna Pojarkova. Cotoneaster turcomanicus ingår i släktet oxbär, och familjen rosväxter. Inga underarter finns listade i Catalogue of Life.